# Stazione di Caldaro
La stazione di Caldaro (in tedesco Kaltern) è stata una stazione ferroviaria posta sulla linea Bolzano-Caldaro. Serviva il centro abitato di Caldaro sulla Strada del Vino.

## Storia

Treno in sosta in stazione

La stazione venne inaugurata il 16 dicembre 1898, contestualmente alla Bolzano-Caldaro, a cura della Eisenbahn Tirols.
Il 19 ottobre 1903 fu attivato il prolungamento della linea verso Sant'Antonio, realizzato per collegare l'allora nuova funicolare della Mendola.
Nel 1911 il piazzale dell'impianto, come il resto della linea originaria, venne elettrificato alla tensione continua di 1200 volt.
Al termine della prima guerra mondiale, con il passaggio dell'Alto Adige dall'Austria all'Italia, l'esercizio della linea passò provvisoriamente in carico alle Ferrovie dello Stato alle quali, nel 1923, subentrò a sua volta la neocostituita Società Anonima Ferrovia Transatesina (SAFT).
Il 1º gennaio 1960 la Società per Azioni Ferrovia del Renon subentrò nell'esercizio della ferrovia che già nell'agosto 1963, in considerazione del cattivo stato di rotabili e impianti, cessò il servizio passeggeri sostituendolo con autocorse; il servizio merci proseguì fino al 1971.

## Strutture e impianti
Pur non essendo l'impianto terminale della linea, la stazione era di testa per cui, per poter proseguire verso Sant'Antonio, i treni della Bolzano-Caldaro dovevano necessariamente retrocedere in piena linea (sfruttando un regresso) e impegnare lo scambio che permetteva di dirigersi verso il capolinea.
A testimonianza del passato ferroviario dell'area, nel 1986 la locomotiva FS 835 322 è stata esposta quale monumento nelle adiacenze dell'ex stazione.
La stazione è stata ristrutturata e trasformata in sala cinematografica.